# 옥토버 스카이
《옥토버 스카이》(October Sky)는 미국에서 제작된 조 존스톤 감독의 1999년 드라마 영화이다. 제이크 질렌할 등이 주연으로 출연하였고 래리 J. 프랭코 등이 제작에 참여하였다.
옥토버 스카이는 웨스트버지니아주 콜우드에서 성장한 4명의 젊은 남성들의 생애에 기반을 두고 있다. 영화 대부분이 이스트테네시에서 촬영되었다.
영화 제목 옥토버 스카이(October Sky)는 영화의 바탕이되는 미국의 엔지니어 호머 히캠(Homer Hickam)의 회고록 《로켓 보이즈》(Rocket Boys)의 어구전철(애너그램)이다. 회고록은 영화와 연계하여 후일 《옥토버 스카이》로 재출간되기도 하였다.

## 출연

### 주연
- 제이크 질렌할
- 크리스 쿠퍼
- 로라 던
- 크리스 오웬

### 조연
- 윌리암 리 스콧
- 스콧 토머스
- 채드 린드버그
- 나탈리 캐너데이
- 랜디 스트립링

## 기타
- 원작자: 호머 H. 힉캠 주니어
- 미술: 베리 로빈슨
- 의상: 벳시 콕스
- 배역: 낸시 포이